# Diaea ambara
Diaea ambara es una especie de araña cangrejo del género Diaea, familia Thomisidae. Fue descrita científicamente por Urquhart en 1885.
Son depredadores de emboscada que normalmente cazan en las hojas de arbustos y árboles. Los machos buscan a la hembra para iniciar el cortejo. El macho se acercará por un lado y usará sus patas delanteras para tocar las patas delanteras de la hembra y luego su cuerpo mientras ella retrae las piernas y se agacha. Luego, el macho procede a azotar a la hembra con seda y se arrastra debajo de ella y comienza el apareamiento. Después de esto, el macho se va y la hembra se libera fácilmente de la seda.

## Descripción
Las hembras miden unos 6 mm de largo. El cefalotórax es de color marrón dorado, el abdomen es de color tostado con marcas tenues. Sin embargo, el color es muy variable y se supone que ayuda al camuflaje.

## Distribución
Esta especie se encuentra en Nueva Zelanda.